# John D. Cummins
John D. Cummins (* 1791 in Pennsylvania; † 11. September 1849 in Milwaukee, Wisconsin) war ein US-amerikanischer Politiker. Zwischen 1845 und 1849 vertrat er den Bundesstaat Ohio im US-Repräsentantenhaus.

## Werdegang
Weder das genaue Geburtsdatum noch der Geburtsort von John Cummins sind überliefert. Er besuchte die öffentlichen Schulen seiner Heimat und später das Jefferson College in Canonsburg. Nach einem Jurastudium und seiner Zulassung als Rechtsanwalt begann er in New Philadelphia (Ohio) in diesem Beruf zu arbeiten. Zwischen 1836 und 1841 war er Staatsanwalt im Tuscarawas County. Politisch schloss er sich der Demokratischen Partei an.
Bei den Kongresswahlen des Jahres 1844 wurde Cummins im 16. Wahlbezirk von Ohio in das US-Repräsentantenhaus in Washington, D.C. gewählt, wo er am 4. März 1845 die Nachfolge von James Mathews antrat. Nach einer Wiederwahl konnte er bis zum 3. März 1849 zwei Legislaturperioden im Kongress absolvieren. Diese waren von den Ereignissen des Mexikanisch-Amerikanischen Krieges geprägt. John Cummins starb am 11. September 1849, sechs Monate nach dem Ende seiner Zeit im US-Repräsentantenhaus, während er in Milwaukee einer Gerichtsverhandlung beiwohnte.